# Sứa không gian

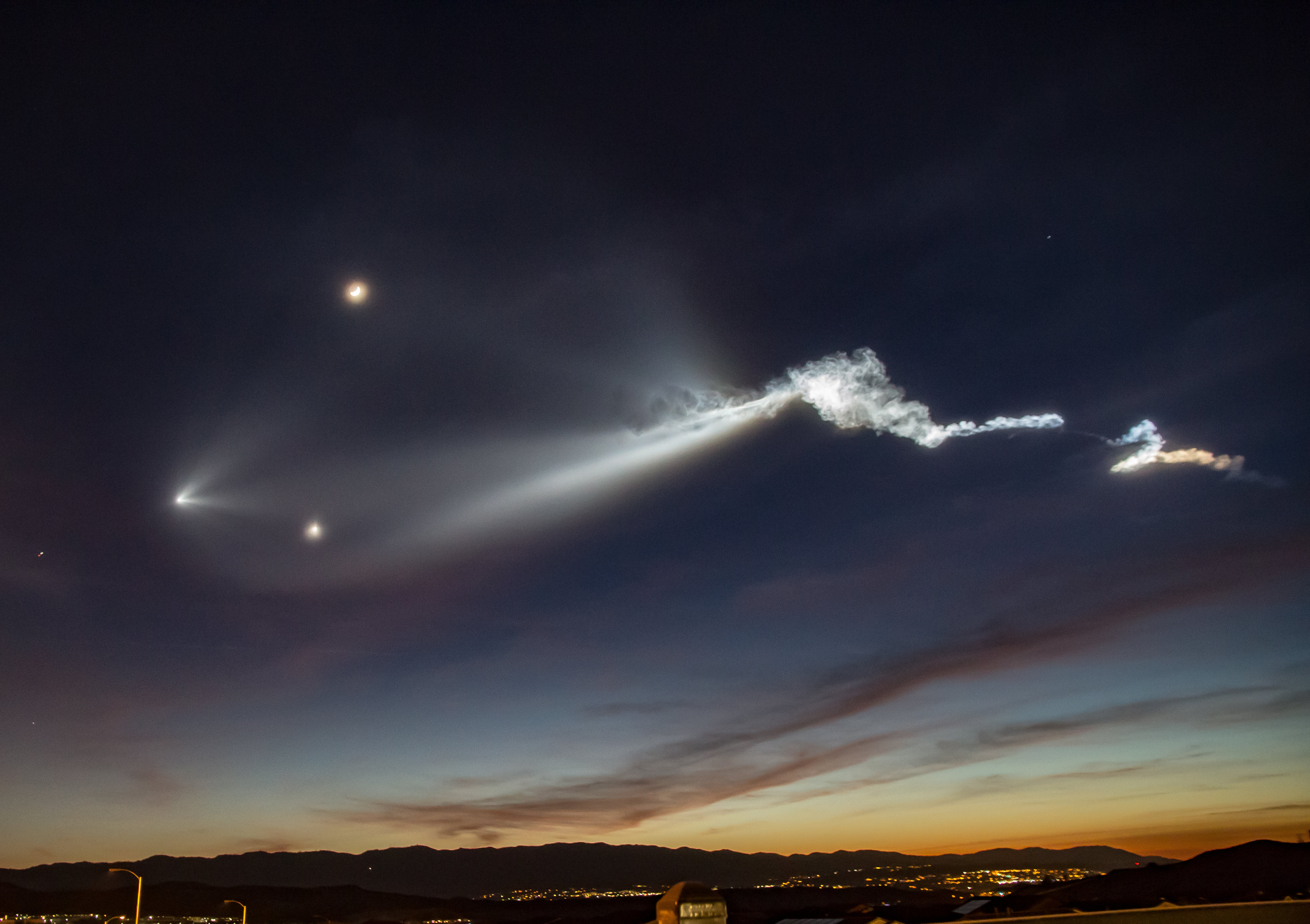
Một vụ phóng tên lửa dưới dạng sứa không gian California từ ngày 22 tháng 12 năm 2017

Sứa không gian (hay sứa UFO; còn gọi là sứa tên lửa) là một hiện tượng liên quan đến phóng tên lửa thường được xác định nhầm là UFO ngoài hành tinh. Hiện tượng này được gây ra bởi ánh sáng Mặt Trời phản chiếu các vệt khói tên lửa tầm cao phát ra từ tên lửa phóng, vào lúc chạng vạng sáng sớm trước Mặt Trời mọc hoặc chiều tối sau Mặt Trời lặn. Người quan sát bị che khuất trong bóng tối, trong khi ở độ cao lớn, ánh sáng Mặt Trời có thể phản xạ lại khí thải đang được thắp sáng trước khi bình minh lên đến độ cao thấp hơn hoặc sau khi hoàng hôn đã rời khỏi độ cao thấp hơn, do độ cong của Trái Đất và sự quay của nó gây ra chu kỳ ngày đêm. Sự xuất hiện phát sáng này trông giống hình ảnh một con sứa.
Việc nhìn thấy hiện tượng này đã dẫn đến những sự hoảng loạn, với những suy đoán về cuộc xâm lược của người ngoài hành tinh, tấn công tên lửa hạt nhân hoặc khủng bố UFO.

## Danh sách các vụ phóng tên lửa gây ra sứa không gian
Danh sách này không đầy đủ, bạn cũng có thể giúp mở rộng danh sách.
| Phóng tên lửa                                |  | Trọng tải                   | Ngày tháng           | Địa điểm          | Tóm lược | Chú thích | Tham khảo            |
| -------------------------------------------- |  | --------------------------- | -------------------- | ----------------- | --- | --------- | -------------------- |
| Chuyến bay 62 của Falcon 9 SpaceX            |  | SAOCOM 1A                   | 8 tháng 10 năm 2018  | California        | Một vụ phóng ở bờ Tây rời khỏi California, vào lúc hoàng hôn; gây ra các báo cáo về UFO                                                           |           | [ 10 ] [ 11 ] [ 12 ] |
| Chuyến bay 57 của Falcon 9 SpaceX            |  | SpaceX CRS-15               | 29 tháng 6 năm 2018  | Florida           | Một vụ phóng ở bờ Đông rời khỏi Florida, vào lúc bình minh                                                                                        |           | [ 1 ]                |
| Vụ phóng Soyuz-2.1.b                         |  | Glonass-M vệ tinh           | 17 tháng 6 năm 2018  | Nga thuộc châu Âu | Một vụ phóng từ Plesetsk Cosmodrome bay ngang qua các thành phố Nizhny Novgorod và Kazan, Nga.                                                    |           | [ 8 ] [ 9 ] [ 13 ]   |
| Chuyến bay 46 của Falcon 9 SpaceX            |  | SpaceX Iridium 4            | 22 tháng 12 năm 2017 | California        | Một vụ phóng ở bờ Tây rời khỏi California, vào lúc hoàng hôn                                                                                      |           | [ 14 ]               |
| Chuyến bay 551 AV-056 của Atlas V            |  | MUOS-4                      | 2 tháng 9 năm 2015   | Florida           | Một vụ phóng tại Mũi Canaveral vào lúc bình minh.                                                                                                 |           | [ 15 ] [ 16 ]        |
|                                              |  | Meteor-M2 vệ tinh thời tiết | 8 tháng 7 năm 2014   | Nga thuộc châu Âu | Một vụ phóng từ Baikonur Cosmodrome, Kazakhstan                                                                                                   |           | [ 17 ]               |
| Vụ phóng thử tên lửa hạt nhân RS-12M Topol-M |  | —                           | 10 tháng 10 năm 2013 | Lục địa Á-Âu      | Phóng từ Kapustin Yar, Nga; đâm sầm vào Shary Shagan, Kazakhstan.                                                                                 |           | [ 18 ]               |
|                                              |  | Kosmos 1188                 | 14 tháng 6 năm 1980  | Nga thuộc châu Âu | Một vụ phóng từ Plesetsk Cosmodrome kết quả là một con sứa hình chữ U khổng lồ xuất hiện ngay phía trên Moscow và Kalinin, Nga.                   |           | [ 19 ]               |
|                                              |  | Kosmos 955                  | 20 tháng 9 năm 1977  | Bắc Âu            | Một vụ phóng từ Plesetsk Cosmodrome dẫn đến một vệt hơi sứa nhìn thấy ở phía bắc châu Âu, gây ra sự cố UFO được gọi là "hiện tượng Petrozavodsk". |           | [ 20 ]               |